# يوشيوكي موريساكي
يوشيوكي موريساكي (باليابانية: 森崎 嘉之) (مواليد 20 أبريل 1976)، هو لاعب كرة قدم سابق كان يلعب كمهاجم.

## وصلات خارجية
- يوشيوكي موريساكي على موقع رابطة كرة القدم اليابانية للمحترفين (اليابانية)